# Karl-Heine-Bogen

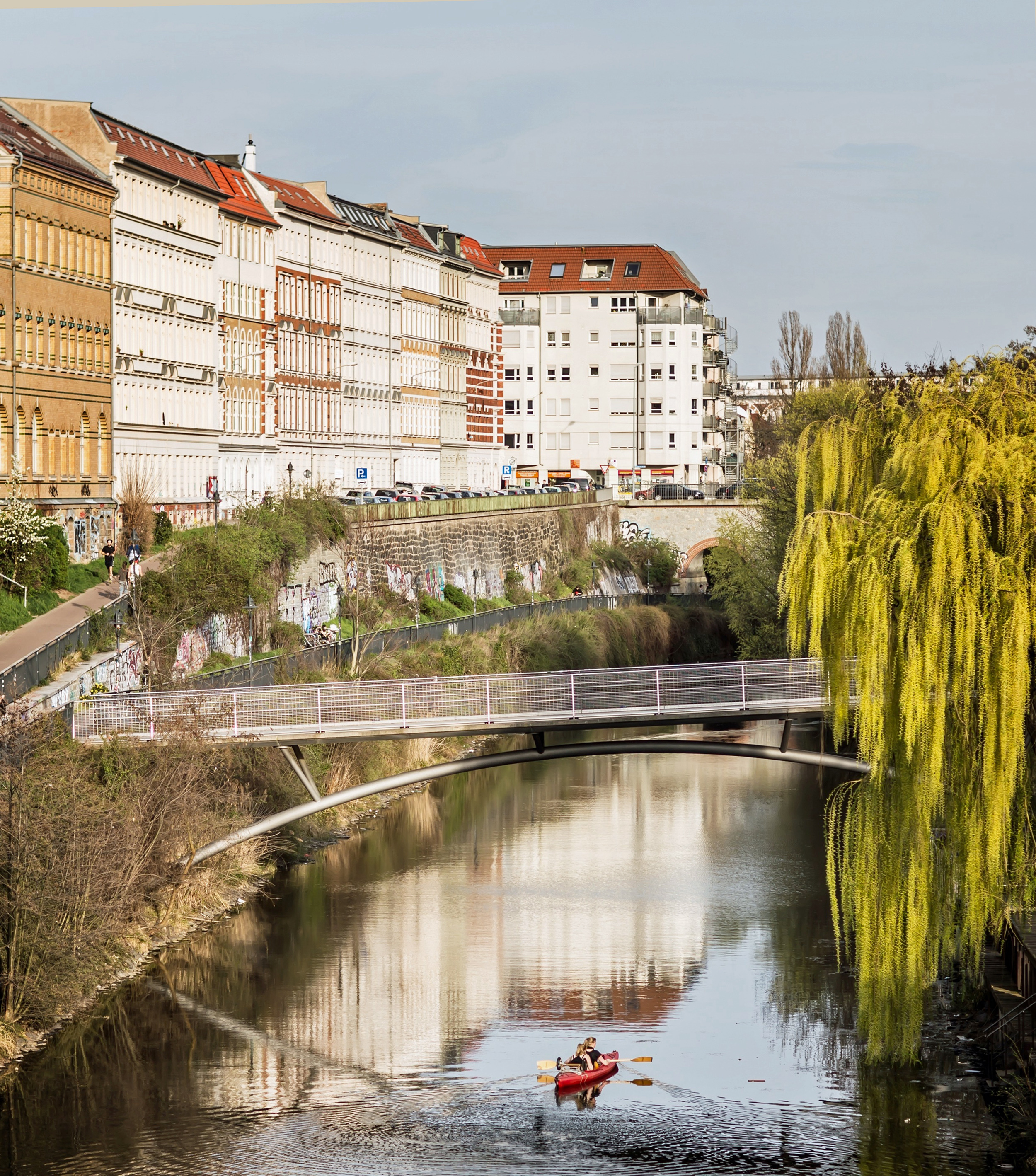
Karl-Heine-Bogen (2017)

Der Karl-Heine-Bogen ist eine Fuß- und Radwegbrücke über den Karl-Heine-Kanal im Leipziger Stadtteil Plagwitz im Stadtbezirk Südwest. Er ist wie auch der Kanal benannt nach dem Leipziger Rechtsanwalt und Industriepionier des 19. Jahrhunderts Carl Erdmann Heine (1819–1888).

## Lage und Gestalt
Der Karl-Heine-Bogen führt von dem den Kanal von der Elster bis zum Lindenauer Hafen begleitenden Uferweg zum Stadtteilpark Plagwitz. Benachbarte Brücken sind nach Osten die König-Johann-Brücke und nach Westen nach einem Nordschwenk des Kanals am Stelzenhaus die Weißenfelser Brücke.
Der Brückenkörper besteht aus einer 43 Meter langen und 4,17 Meter breiten Betonplatte mit beidseitigem Geländer. Er steigt von Nord nach Süd mit einer Neigung von 5,4 % an. Die Brückenplatte wird getragen von sechs V-förmigen Stahlrohrstützen, die auf einem am Ufer in Kämpferfundamente einbetonierten Bogenrohr aufsitzen. Dieses Stahlrohr mit einem Durchmesser von 36 cm ist mit pumpfähigem hochfestem Leichtbeton gefüllt. Es besitzt eine Spannweite von 28 Metern und im Scheitelpunkt eine Höhe von 4,4 m über dem Wasserspiegel. Die hybride Verwendung von Stahl und Beton ermöglichte die feingliedrige Brückenkonstruktion.

## Geschichte
Im Jahr 2000 nahm Leipzig mit dem regionalen Projekt Plagwitz auf dem Weg ins 21. Jahrhundert an der Expo 2000 teil. In diesem Rahmen entstand der Stadtteilpark Plagwitz. Um aus dem dicht besiedelten Wohngebiet nördlich des Kanals den Park leichter zu erreichen, wurde die Brücke konzipiert.
Der Entwurf stammte vom Ingenieurbüro König und Heunisch. Den architektonischen Teil übernahm PWP Pahl + Weber-Pahl Architekten. Die Brücke wurde am 4. Juni 2000 eingeweiht, acht Tage später erhielt die ihren Namen. Im Jahr 2022 machte sich wegen Schäden am Überbau der Brücke eine Sanierung erforderlich.